# Augusto Binelli
Augusto Binelli (nacido el 23 de septiembre de 1964 (60 años) en Carrara, Italia)  es un exjugador italiano de baloncesto. Con 2.13 de estatura, jugaba en la posición de pívot. 

## Equipos
- 1980-1981 Virtus Pallacanestro Bologna.
- 1981-1983  Lutheran High School.
- 1983-2000 Virtus Pallacanestro Bologna.
- 2000-2001  Pr. Castelmaggiore
- 2001-2002 Sutor Montegranaro
- 2002-2004 Basket Trapani
- 2004-2007 Benedetto XIV Cento
- 2007-2009  Anzola Basket
- 2009-2010  Salus Bologna

## Palmarés clubes
Con la Virtus Bologna:
- Liga italiana: 5

1983-84, 1992-93, 1993-94, 1994-95, 1997-98
- Copa Italia: 5

1984, 1989, 1990, 1997, 1999
- Recopa 1

1990
- Euroliga 1

1997-98
- Supercopa 1

1995

## Palmarés con la selección italiana
- 1985 Campeonato de Europa. Selección de Italia. Medalla de Bronce.